# Daniel Faleafa
Pas d'image ? Cliquez ici

a Compétitions nationales et continentales officielles uniquement.

b Matchs officiels uniquement.
Dernière mise à jour le 16 décembre 2020.
Daniel Faleafa, né le 13 février 1989 est un joueur international tongien de rugby à XV évoluant au poste de troisième ligne aile ou de deuxième ligne. Il joue lors de la saison 2020-2021 au sein du club français du RC Narbonne en Pro D2.
Il est le frère aîné de Michael Faleafa, lui aussi international tongien de rugby à XV.

## Carrière
Dan Faleafa a connu la Nouvelle-Zélande, sans avoir pu jouer en Super 15. Il obtient quatre sélections avec la sélection du Tonga, obtenant sa première cape en juin 2013 face aux  États-Unis en tant que remplaçant. Il dispute trois autres tests en juin 2014, face aux Fidji, deux rencontres, et aux Samoa.
Il rejoint en 2014 le club du SC Albi, recruté par Ugo Mola, récemment nommé entraîneur du club. Au terme de cette première saison, il participe, à l'image de ses compatriotes Tunufai Tavalea et Nomani Tonga, à la bonne saison du club qui parvient à atteindre la demi-finale de Pro D2.
En 2017, il rejoint le club de Colomiers. À la suite de cette saison, il n'est pas conservé.
Il rejoint en septembre 2018 le club de Coventry en Championship (D2 Anglaise).
En 2019, il est retenu dans le groupe tongien pour disputer la Coupe du monde au Japon. Il dispute trois matchs dans cette compétition, contre l'Angleterre, la France et les États-Unis.